# 木戸池温泉
木戸池温泉（きどいけおんせん）は、長野県下高井郡山ノ内町大字平穏、志賀高原木戸池にある温泉。

## 泉質
- 単純温泉（中性低張性高温泉）
  - 源泉温度42℃など

## 温泉街
温泉街は無い。木戸池湖畔にある一軒宿「木戸池温泉ホテル」内に有る温泉。自家源泉、石の湯、ほたる温泉の泉源の混合泉。非循環で多量のかけ流し温泉であるが、室内に男女各1つの浴槽である。

## 歴史
- 1953年、温泉掘削。
- 1955年、木戸池スキー場、ホテル営業開始。

## 交通アクセス
- 鉄道：JR東日本長野駅より長電バス（急行 志賀高原線）で1時間40分、木戸池下車。
- 鉄道：長野電鉄湯田中駅より長電バス（白根火山線／蓮池ターミナルで乗り換え）で約40分。
- 道路：上信越自動車道:信州中野ICより、国道292号を30km。